# 細田富男
細田 富男（ほそだ とみお、1926年1月19日 - 2008年7月27日）は、日本の短距離走選手。

## 経歴
山梨県出身。日本大学に進学、1949年には日本学生陸上競技対校選手権大会の100メートル競走で優勝した。
1950年、日本大学法文学部法律学科を卒業、八幡製鉄（現・日本製鉄）に入社。同年の日本陸上競技選手権大会の100メートル走で優勝。
1951年、ニューデリーで開催されたアジア競技大会に出場し、100mと200mでは3位、400mリレーでは田島政次、大橋敏宏、生駒一太とともに優勝した。
1952年ヘルシンキオリンピックに男子100メートル競走で出場した。1953年には第1回全日本実業団対抗陸上競技選手権大会100メートル競走で優勝。
企業人としては日鉄ドラム常務を務めた。
2008年7月、すい臓がんのため東京都品川区の病院で死去した。